# Montañas Snowy
La sierra de Snowy (en inglés Snowy Mountains) son un sistema montañoso de Australia perteneciente a la Gran Cordillera Divisoria. En él se encuentran las montañas más elevadas de la Australia continental, que superan los 2100 m s. n. m. El punto de mayor altitud del país se encuentra en el monte Kosciuszko con 2228 m s. n. m. Esta sierra, que cubre 3800 km² dentro del estado de Nueva Gales del Sur, alberga también las principales estaciones de esquí así como los únicos hábitats alpinos y lagos glaciares del país. 
Es famosa por el sistema de presas y centrales hidroeléctricas que alberga.

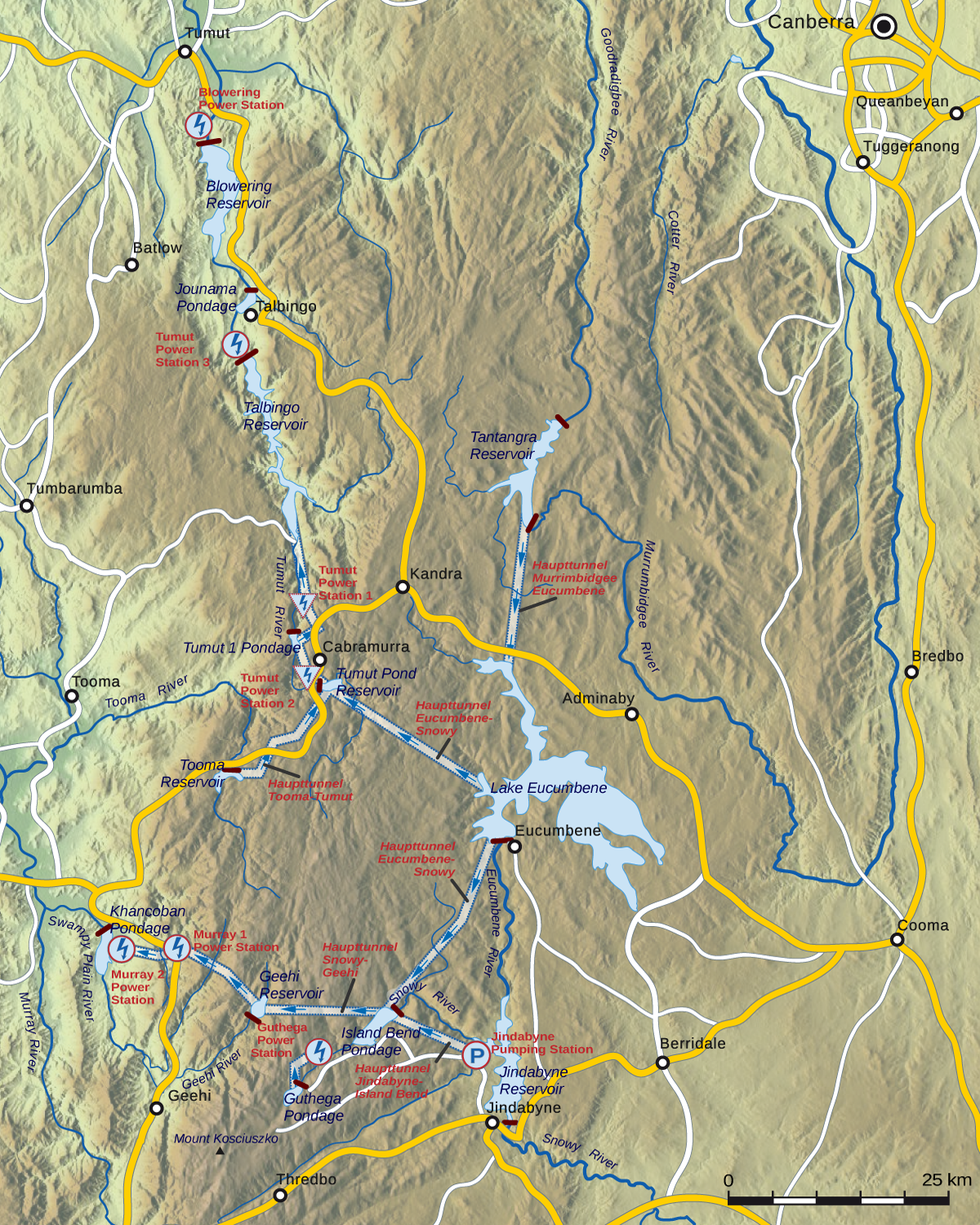
Mapa del sistema montañoso